# 奧羅維爾章克申 (加利福尼亞州)
奧羅維爾章克申（英語：Oroville Junction）是位於美國加利福尼亞州比尤特縣的一個非建制地區。該地的面積和人口皆未知。

## 地理
奧羅維爾章克申的座標為39°30′35″N 121°39′02″W / 39.50972°N 121.65056°W，而該地的平均海拔高度為50米（即164英尺）。